# 장기 지원 버전
장기 지원 버전, 곧 LTS(Long Term Support)는 일반적인 경우보다 장기간에 걸쳐 지원하도록 특별히 고안된 소프트웨어의 버전 또는 에디션이다. 이것은 특히 리눅스를 비롯한 오픈소스 프로젝트에서 적용되고 있다.
소프트웨어 개발 프로세스 및 소프트웨어 릴리스 수명주기에 안정성 엔지니어링이라는 기조를 적용하는 컴퓨터 소프트웨어의 제품 수명주기 관리 정책이다. 이러한 LTS(장기지원)는 소프트웨어 유지보수기간을 연장한다. 또한 소프트웨어 업데이트 (패치)의 유형과 빈도를 변경하여 소프트웨어 배포의 위험부담, 비용 및 급작스런 중단을 줄이면서 소프트웨어의 신뢰성을 향상시킨다. 그러나 이것이 상업적이거나 무한정의 기술 지원을 의미하지는 않는다.

## 기술적 정책
한편 배포자가 어떠한 장기지원버전(LTS)을 확정하고 릴리즈하는 것은 컴퓨터 과학에서 중요한 계기가 되는 기술등을 나름대로 또는 독자적으로 염두에 두고 지원하는 것을 보장하는 만큼 상당한 기술력의 우위를 점하기 위해 시사하는 의미를 엿볼 수도 있다. 따라서 이것은 LTS버전의 정기적이고 주기적인 사전예고 배포나 10년을 전후하는 소프트웨어의 장기적이고 안정적인 지원을 제공한다는것은 배포자(Distributor)가 상업적이고 기술적인 면에서 고객이나 이용자의 이익을 위해 버전관리의 정책에 이를 상대적으로 반영하고있다는 의미로도 이해해볼 수 있다.

## 같이 보기
- 우분투 (운영 체제)